# İbrahim Öztürk
İbrahim Öztürk (Kayseri, 21 giugno 1981) è un ex calciatore turco, di ruolo difensore.